# 特伦顿公共交通中心
特伦顿公共交通中心（英語：Trenton Transit Center）是新泽西州特伦顿主要的铁路客运车站。它是东北走廊新泽西州境内最南端的车站，为新泽西通勤铁路（NJ Transit）往来纽约方向列车起讫站、宾夕法尼亚州东南地区交通局（SEPTA）的费城通勤铁路特伦顿线往来费城方向列车的起讫站，以及美铁东北走廊中长途列车的经停站。
位于主站房克林顿大街对侧的是新泽西交通运营的轻轨河岸线的北端始发站，利用轻轨可沿特拉华河前往新泽西州肯頓。

## 历史

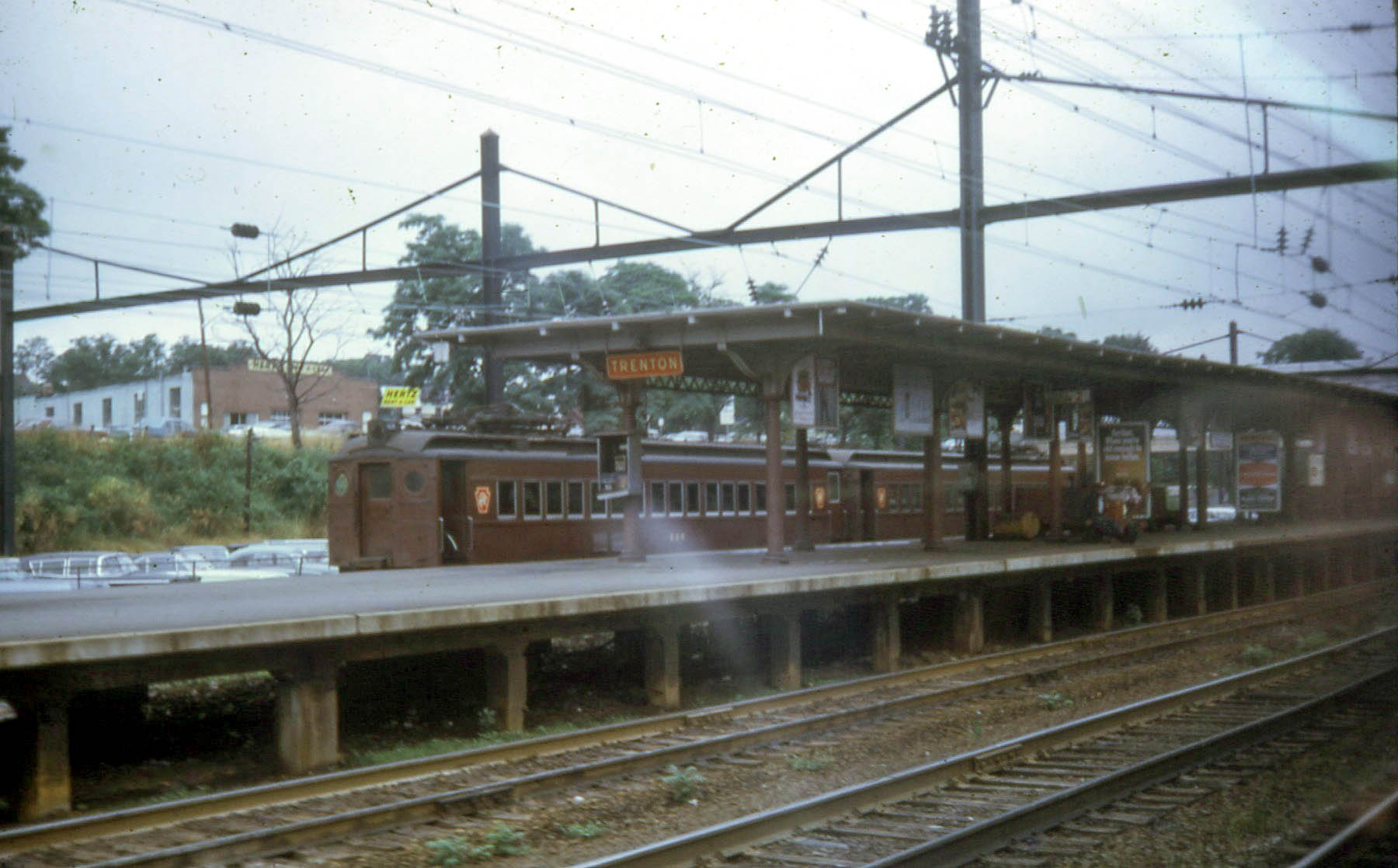
1967年车站站台

特伦顿的铁路服务历史可追朔至1837年在东街建站的肯顿-安博伊铁路，1863年车站迁至现址。肯顿-安博伊铁路于1867年合并至联合新泽西铁路和运河公司，后又于1893年被宾夕法尼亚铁路收购后重建车站建筑。在1968年宾夕法尼亚铁路和纽约中央铁路合并后，车站成为宾州中央铁路管理的车站。
1971年车站随东北走廊一起由美铁接管，但宾州中央铁路仍旧继续其通勤铁路服务直至1976年破产。1983年，车站开始由新泽西通勤铁路接管，同时亦继续进行美铁和至费城的SEPTA服务。
2006年至2008年，车站进行了翻修工作，翻修完成后即为今天的新泽西公共交通中心。其中4600万美元由联邦政府资助、3300万由新泽西州政府资助。

## 车站结构

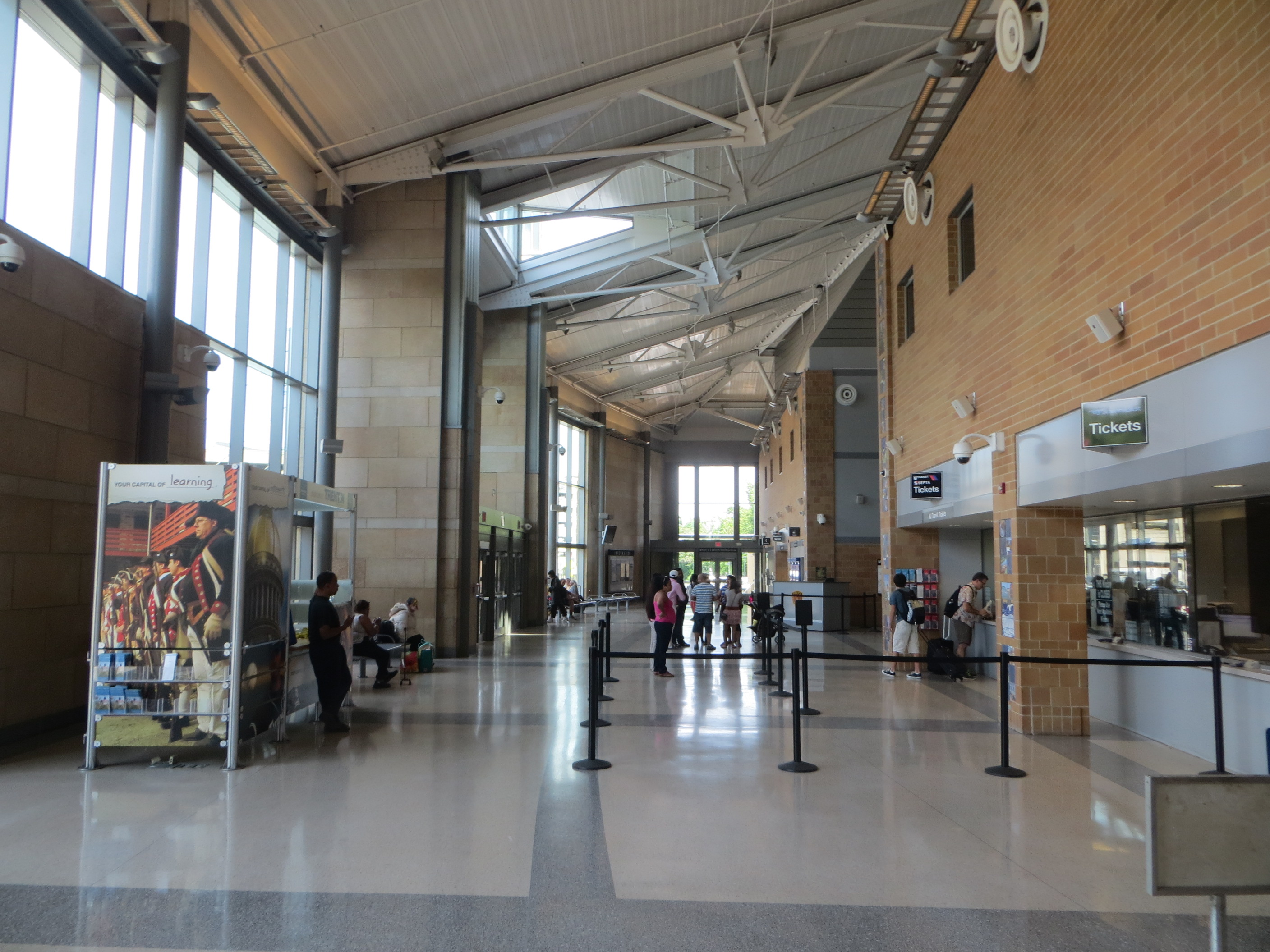
站房一层

特伦顿公共交通中心设有1座设有4个乘车口的站房1座，以及独立的轻轨列车部分。轻轨列车车站位于克林顿大街对侧，设有两座低高度的侧式站台以及两条尽头线。轻轨路轨自此向南沿特拉华河通向肯頓。
特伦顿公共交通中心共有两层。第一层设有票务服务及商业店铺，不设有行李托运服务；此外设有通往各站台及横跨阿遜平克溪的天桥。其中1、2号站台上亦设有报亭等商业设施以及新泽西通勤铁路的自助售票机。
本站正在进行耗资5660万美元的翻新服务。翻新工程将在站房增建一个夹层以增加商业设施面积，此外还将对车站的灯光、空调、视觉导向进行更新并加装扶梯和直梯。

### 站场

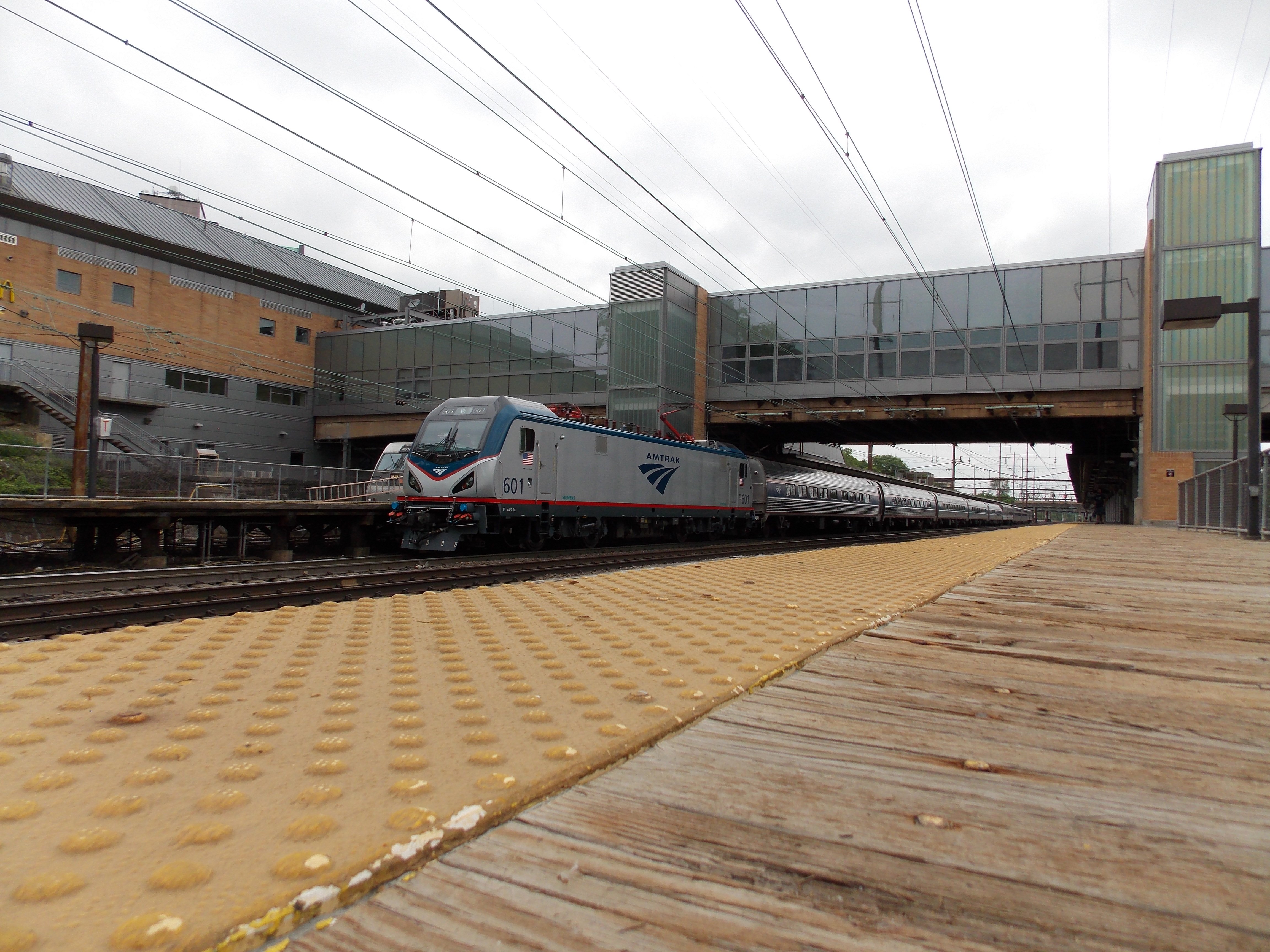
车站站台

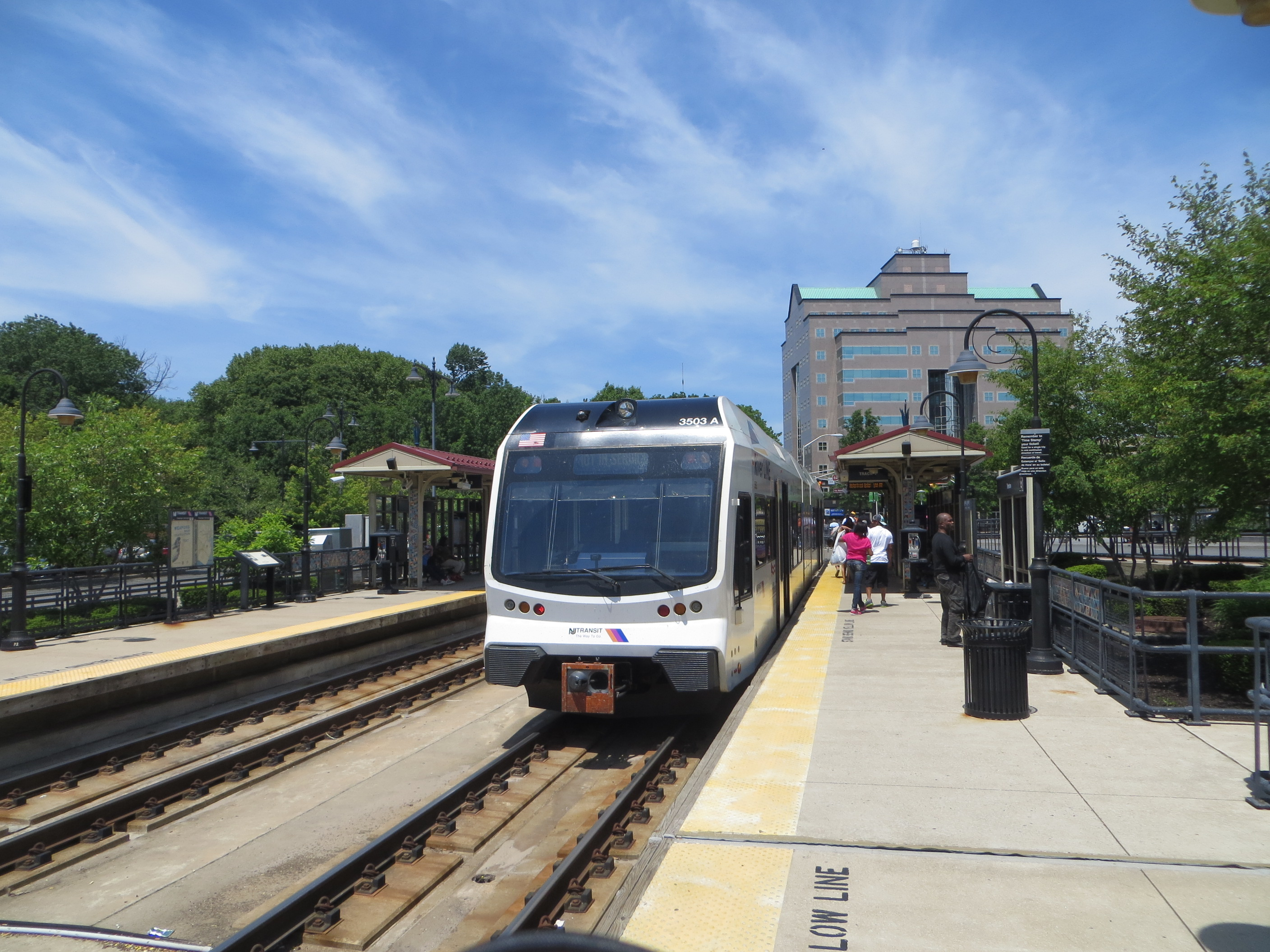
轻轨河岸线 (新泽西交通)站台

作为新泽西通勤铁路东北走廊线起讫站和东北走廊位于新泽西境内的最后一站，本站是新泽西中部最大的车站。本站设有2座岛式站台，同时可为4辆列车服务。1道和2道主要担当往纽约方向列车，4道和5道担当宾州方向列车和自纽约的到达列车。车站3道旁为低站台，仅为紧急情况下使用。新泽西捷运东北走廊线终到列车于站台清客后会继续向西驶往位于宾州境内的莫里斯韦尔车场折返，而SEPTA列车则实施站前折返。
站场西侧的东北走廊正线在经过莫里斯韦尔-特伦顿铁路桥横跨特拉华河后进入宾夕法尼亚州，并设有前往莫里斯韦尔车场的出入库线。
| 无服务   | ← 维修列车 → |
| 5道      | ← ■SEPTA特伦顿线列车往天普大学（列维顿）                                                                                              |
| 岛式站台 | |
| 4道      | ← ■美鐵东北区域号等南下列车往华盛顿 （康沃尔高地、费城） ← ■美鐵拱心石号往哈里斯堡 （康沃尔高地） ← ■新泽西通勤铁路东北走廊线终到列车 |
| 通过线   | ← 美铁不停站列车 |
| 通过线   | ← 美铁不停站列车 → |
| 1道      | ← ■美鐵东北区域号等北上列车往纽约/波士顿方向（普林斯顿、都会公园）→ ← ■新泽西通勤铁路东北走廊线往纽约方向（哈密尔顿）→                |
| 岛式站台 | |
| 2道      | ← ■新泽西通勤铁路东北走廊线往纽约方向（哈密尔顿） →                                                                                   |
| 3道      | ← 疏解线 → |
| 侧式站台 | |